# ARA Almirante Brown (1880)
El ARA Almirante Brown fue un acorazado ironclad de casamata central y batería de cañones en bordas de la Armada Argentina que sirvió entre los años 1880 y 1926. Fue adquirido por el ministro Manuel Rafael García Aguirre a la firma Samuda & Bross, en el año 1879 a un valor de £ 190 000 para contrarrestar en un eventual conflicto los avances navales que experimentaba en ese entonces la escuadra chilena en la Guerra del Pacífico.

## Diseño

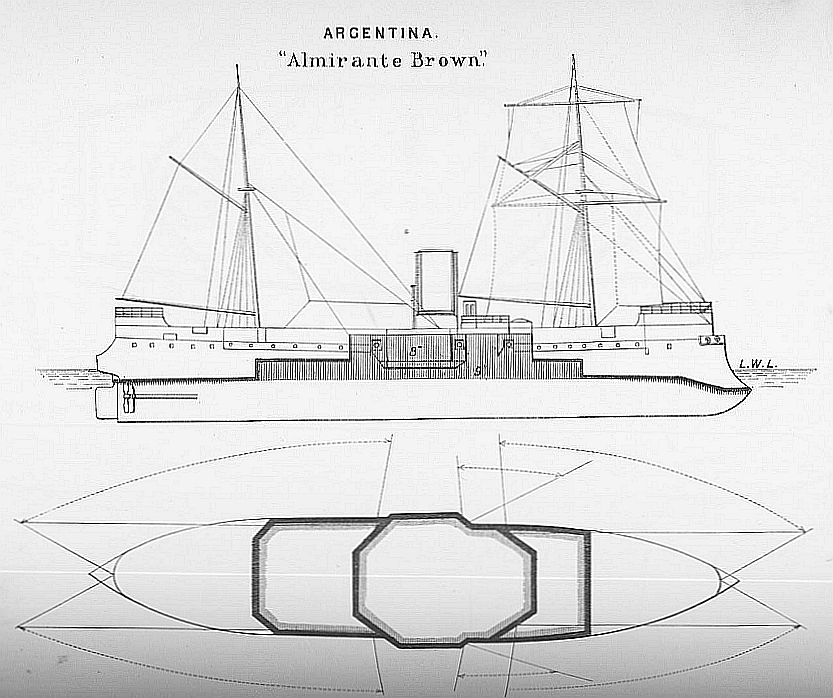
Dibujo del Almirante Brown.

Su armamento original, consistía en seis cañones en reducto, de retrocarga, de 200 mm. (tres por banda) Armstrong; dos cañones de igual tamaño y tipo, uno a proa y otro a popa, seis cañones de retrocarga de 120 mm. Armstrong, distribuidos: cuatro en el puente superior y dos en el primer puente; dos cañones de 9 libras, para ser utilizados en las lanchas de desembarco y dos cañones de 63 mm. antitorpederos.
En el año 1897, fue enviado a la localidad francesa de Saint-Nazaire, al astillero La Seyne donde su armamento fue modernizado quedando compuesto por diez cañones de 150 mm. sistema Schneider de tiro rápido seis montados en batería (tres por banda y en reducto) y cuatro en el puente; cuatro cañones de 120 mm de tiro rápido sistema Schneider montados dos a proa y dos a popa; ocho piezas de 57 mm de tiro rápido sistema Hotchkiss; dos ametralladoras en las cofas y dos tubos lanzatorpedos de 21 pulgadas.
Con respecto a su blindaje, el casco de acero Siemens, mientras que su coraza en línea de flotación era de 228 mm. y de 152 mm. debajo de ella. En las baterías el blindaje alcanzaba los 200 mm de espesor.
Además, poseía dos santabárbaras (una a proa y otra a popa) y su arboladura consistía en dos palos sin vergas, con aparejo de pailebote, palos machos de acero, con cofa militar. Su velamen estaba compuesto por un trinquete, cangreja y mayor, una trin-quetilla y una de estay, con una superficie vélica de 10 000 pies cuadrados
También contaba con una lancha a vapor de 11 metros de eslora; otra a vela de 12 metros; tres botes de 8 metros; una ballenera de 7,5 metros; un guige de 8 metros y un chinchorro de 5 metros.
Como todos los buques de ese entonces, se propulsaba a carbón, con sus máquinas Compound de dos hélices y "8+1" calderas ovaladas que generaban una potencia de 4500 HP y le permitían alcanzar velocidades de hasta 14 nudos en río y 11 nudos en mar. 

Sus depósitos de combustible tenían una capacidad de almacenaje de 650 toneladas, que le daban una autonomía de 4300 millas.

## Historial
El buque fue recibido el 16 de junio de 1881, zarpando de Inglaterra el 14 de septiembre de ese año y llegando a Punta Lara el 26 de octubre.
Aunque el calibre de sus cañones principales (primero 200 mm, luego cambiadas a 150 mm) era menor al de las fragatas blindadas chilenas, Cochrane y Blanco Encalada (228 mm), el presidente Julio Argentino Roca, dijo en su discurso de visita al buque que éste era

…el buque más poderoso que ha surcado los mares de Sudamérica…

Por su parte, en 1880 la Colburn United Service Magazine and Naval & Mílitary Journal decía esta unidad:

Bajo cualquier nombre que se lo designe, el Almirante Brown merece especial reconocimiento como el más nuevo y el más poderoso de los encorazados de tipo mediano.

En 1892 viajó junto al crucero 25 de Mayo a España, a tomar parte en los festejos navales por el 400.º aniversario del descubrimiento de América por parte de Cristóbal Colón.
Participó de diversas evoluciones navales entre 1894 y 1895.
Entre enero y febrero de 1902, participó activamente de las grandes maniobras navales realizadas aquel año. En dichas maniobras formó parte de la 3.ª División de Mar.
Tuvo una destacada foja de servicios que culminó en 1932, año en que fue radiado por decreto N.º 12 695 del 17 de noviembre de ese año.